# Cuba ai Giochi della XXXI Olimpiade
Cuba ha partecipato ai Giochi della XXXI Olimpiade, che si sono svolti a Rio de Janeiro, Brasile, dal 5 al 21 agosto 2016, con una delegazione di 117 atleti impegnati in 19 discipline. Portabandiera alla cerimonia di apertura, così come nelle due edizioni precedenti, è stato il lottatore Mijaín López, alla sua quarta Olimpiade.
Si è trattato della ventesima partecipazione di questo paese ai Giochi estivi. Sono state conquistate undici medaglie, di cui cinque d'oro, due d'argento e tre di bronzo, che hanno collocato Cuba al diciottesimo posto nel medagliere complessivo. Con tre medaglie d'oro e altrettante di bronzo, Cuba si è piazzata al secondo posto nel medagliere del pugilato. Cuba ha inoltre primeggiato nella lotta greco-romana, con due ori e un argento.

## Medagliere

### Per disciplina
| Sport            | Oro | Argento | Bronzo | Totale |
| ---------------- | --- | ------- | ------ | ------ |
| Pugilato         | 3   | 0       | 3      | 6      |
| Lotta            | 2   | 1       | 0      | 3      |
| Judo             | 0   | 1       | 0      | 1      |
| Atletica leggera | 0   | 0       | 1      | 1      |
| Totale           | 5   | 2       | 4      | 11     |

### Medaglie
| Medaglia | Atleta              | Sport              | Evento             |
| -------- | ------------------- | ------------------ | ------------------ |
| Oro      | Ismael Borrero      | Lotta greco-romana | 59 kg              |
| Oro      | Mijaín López        | Lotta greco-romana | 130 kg             |
| Oro      | Robeisy Ramírez     | Pugilato           | Pesi gallo         |
| Oro      | Arlen López         | Pugilato           | Pesi medi          |
| Oro      | Julio César La Cruz | Pugilato           | Pesi mediomassimi  |
| Argento  | Idalys Ortiz        | Judo               | +78 kg             |
| Argento  | Yasmany Lugo        | Lotta greco-romana | 98 kg              |
| Bronzo   | Denia Caballero     | Atletica leggera   | Lancio del disco   |
| Bronzo   | Joahnys Argilagos   | Pugilato           | Pesi mosca leggeri |
| Bronzo   | Lázaro Álvarez      | Pugilato           | Pesi leggeri       |
| Bronzo   | Erislandy Savón     | Pugilato           | Pesi massimi       |

## Nuoto
| Atleta           | Evento      | Batterie | Batterie   | Semifinali | Semifinali | Finale          | Finale          |
| Atleta           | Evento      | Tempo    | Classifica | Tempo      | Classifica | Tempo           | Classifica      |
| ---------------- | ----------- | -------- | ---------- | ---------- | ---------- | --------------- | --------------- |
| Luis Vega Torres | 400 m misti | 4:27"27  | 26ª        | N.D.       | N.D.       | non qualificato | non qualificato |